# ホリー・マクピーク
ホリー・マクピーク（Holly McPeak, 1969年5月15日 - ）は、アメリカ合衆国カリフォルニア州ロサンゼルス・ハリウッド出身の女子ビーチバレーボール選手。

## 来歴
1997年ビーチバレーボール世界選手権で銀メダルを獲得。オリンピックには3大会連続出場し、ナンシー・レノとペアを組み出場した1996年アトランタオリンピックで5位入賞、ミスティ・メイトレーナーとペアを組み出場した2000年シドニーオリンピックで5位入賞、エレーン・ヤングスとペアを組み出場した2004年アテネオリンピックで銅メダルを獲得した。
2009年5月に現役を引退。プロビーチバレーボール選手として72のタイトルを獲得し、賞金総額150万ドルを稼いだ。同年バレーボール殿堂入りし、10月30日に表彰を受けた。